# William de Braose, 3. Lord of Bramber
William de Braose, 3. Lord of Bramber (auch de Briouze) (* um 1100/1112; † 1192 oder 1193) war ein anglonormannischer Adliger.

## Herkunft und Erbe seines Vaters
William entstammte der normannischen Familie Braose und war der älteste Sohn von Philip de Braose, 2. Lord of Bramber und Aenor de Totnes. Nach dem Tod seines Vaters zwischen 1134 und 1155 wurde er Lord von Bramber und erbte die Besitzungen der Familie in der Normandie, in Sussex sowie Radnor und Builth Castle in den Welsh Marches. Er bestätigte die Schenkungen seines Vaters an die Abtei St Florent im Anjou und machte eigene Schenkungen an die Abtei Sele in Sussex.

## Teilnahme am Englischen Bürgerkrieg und Dienst für Heinrich II.
Im Bürgerkrieg gehörte er zur Eskorte, die 1139 Kaiserin Maud nach ihrer Landung in England und der darauf folgenden Niederlage von Arundel zu ihrem Halbbruder Robert of Gloucester nach Bristol bringen sollte. William war bis zum Vertrag von Wallingford ein treuer Anhänger König Stephans. Ab 1153 war er oft im Gefolge von König Heinrich II. Er wird 1158 und 1164 im Gefolge erwähnt, begleitete den König 1161/62 nach Frankreich und von 1171 bis 1172 während des Feldzugs nach Irland.

## Heirat und Erwerb von Besitzungen in Devon und Wales
Braose heiratete um 1148 Bertha de Gloucester (* um 1130), eine Tochter von Miles de Gloucester, 1. Earl of Hereford, und Sibyl de Neufmarché. Über seine Mutter hatte er Anspruch auf einen Teil des Erbes ihres Vaters Judhael de Totnes. 1158 bot er dem König eine Gebühr von 1000 Mark (über £ 666), worauf er von dem Erbe die Hälfte der Baronie Barnstaple in Devon erhielt. Allerdings schuldete bei seinem Tod der Krone von dieser Summe noch £ 430. Ein weiteres Erbe erhielt er 1166, nachdem alle vier Brüder seiner Frau in jungen Jahren und ohne Erben gestorben waren. Seine Frau Bertha erbte daraufhin zusammen mit ihren Schwestern Margaret und Mahel den umfangreichen Landbesitz ihrer Eltern in den Welsh Marches. Aus diesem Erbe erhielt sie Brecon, Abergavenny und Hay Castle. Durch dieses an seine bisherigen Besitzungen Builth und Radnor angrenzende Erbe wurde Braose Herr eines zusammenhängenden Landbesitzes in den mittleren Welsh Marches und somit zu einem der mächtigsten Marcher Lords. Er konzentrierte sich auf den Ausbau seiner Besitzungen in den Welsh Marches. Von 1173 bis 1175 diente er als Sheriff von Herefordshire. 1175 ermordete vermutlich sein Sohn William den walisischen Fürsten Seisyll ap Dyfnwal, dem mutmaßlichen Mörder von Berthas Bruder Henry of Hereford, und dessen Gefolge. Durch dieses verräterische Massaker von Abergavenny verlor William die Gunst des Königs und zog sich auf seine Güter in Sussex zurück.

## Nachkommen und Erbe
William de Braose hatte mit seiner Frau Bertha mindestens fünf Kinder:
- Joan (Agnes) de Braose (1130–1170), ⚭ Ivo de Harcourt (1130–1180);
- Sibyl de Braose (1150–1227), ⚭ 1173/74 William de Ferrers, 3. Earl of Derby;
- Bertha de Braose (* 1151) ⚭ um 1175 Walter de Beauchamp (1153–1235), Sohn von William de Beauchamp und Joane Waleries;
- William de Braose (1153–1211), 4. Lord of Bramber;
- Maud de Braose, ⚭ John de Brompton.

Er konnte seine Tochter Sibyl mit dem Earl of Derby verheiraten konnte, was den Rang anzeigt, den er durch seinen Landbesitz innerhalb des anglonormannischen Adels erreicht hatte. Sein Erbe wurde sein Sohn William.